# When the Bough Breaks (álbum)
When the Bough Breaks es el segundo álbum de estudio como solista del músico británico Bill Ward, publicado el 27 de abril de 1997 por Cleopatra Records, siete años después de su primer trabajo como solista, Ward One: Along the Way de 1990. Originalmente la portada del disco presentaba la imagen de dos rosas rojas, portada que al músico le pareció inapropiada para su estilo de música, siendo reemplaza en la edición del año 2000 con una imagen de Bill Ward.

## Lista de canciones
1. "Hate" – 5:00
2. "Children Killing Children" – 3:51
3. "Growth" – 5:45
4. "When I was a Child" – 4:54
5. "Please Help Mommy (She's a Junkie)" – 6:40
6. "Shine" – 5:06
7. "Step Lightly (On the Grass)" – 5:59
8. "Love & Innocence" – 1:00
9. "Animals" – 6:32
10. "Nighthawks Stars & Pines" – 6:45
11. "Try Life" – 5:35
12. "When the Bough Breaks" – 9:45

## Créditos
- Bill Ward - voz, batería, teclados
- Keith Lynch - guitarra
- Paul Ill - bajo
- Ronnie Ciago - batería